# Список островів Землі Франца-Йосифа
|  | Службовий список статей, створений для координації робіт з розвитку теми. Це попередження не встановлюється на інформаційні списки і глосарії. |

Нижче подано список усіх островів архіпелагу Земля Франца-Йосифа, поділених умовно на три групи.

## Західна група
- Белл
- Віндворд
- Земля Александри
- Земля Георга
- Льдинка
- Мейбел
- Незамітний
- Нерпа
- Нортбрук
- Острів Артура
- Острів Брюса
- Острів Давида
- Острів Робертсона
- Острів Тома
- Острів Юрія Кучієва

## Східна група
- Біла Земля
  - Єва-Лів
  - Острів Аделаїди
  - Острів Мєсяцева
  - Фреден
- Земля Вільчека
- Гедж
- Греем-Белл
- Давес
- Дерев'яний
- Клагенфурт
- Комсомольські
- Ла-Ронсьєр
- Острів Мак-Культа
- Острови Горбунова
- Перламутровий
- Тілло
- Трьохлучевий

## Центральна група
- Алджер
- Бергхауз
- Бісерні
- Бромідж
- Вінер-Нойштадт
- Гогенлое
- Ескімоські (рифи)
- Етерідж
- Земля Зичі
  - Брош
  - Говен
  - Кобург
  - Острів Аполлонова
  - Острів Вугільної Копі
  - Острів Грілі
  - Острів Джексона
  - Острів Діка
  - Острів Іванова
  - Острів Карла-Александра
  - Острів Кверіні
  - Острів Кейна
  - Острів Куна
  - Острів Луїджі
  - Острів Паєра
  - Острів Райнера
  - Острів Соловйова
  - Острів Солсбері
  - Острів Торупа
  - Острів Циглера
  - Острови Александра
  - Острови Ієске
  - Острови Кучина
  - Острови Мак-Гі
  - Острови Міріам
  - Острови Чичагова
  - Понтремолі
  - Рифи Лесгафта
  - Рифи Міловзорова
  - Столічка
  - Чамп
- Зуб
- Ітон
- Клик
- Ламон
- Люрики
- Мей
- Огорд
- Октябрята
- Острів Беккера
- Острів Бліса
- Острів Брейді
- Острів Брайса
- Острів Вілтона
- Острів Вільчека
- Острів Галля
- Острів Гофмана
- Острів Гукера
- Острів Джефферсона
- Острів Єлизавети
- Острів Кетліца
- Острів Кольдевея
- Острів Королівського Товариства
- Острів Леваневського
- Острів Лі-Сміта
- Острів Літке
- Острів Мак-Клінтока
- Острів Матильди
- Острів Мертвого Тюленя
- Острів Нансена
- Острів Ньюкомба
- Острів Ньютона
- Острів Оммані
- Острів Прітчетта
- Острів Рудольфа
- Острів Ферсмана
- Острів Харлі
- Острів Хейса
- Острови Борисяка
- Острови Броунова
- Острови Гохштеттера
- Сальм
- Скотт-Келті
- Шонау